# À tort et à travers
Pour plus de détails, voir Fiche technique et Distribution.
À tort et à travers (All Wrong) est une comédie muette américaine réalisée par Raymond B. West et William Worthington, sortie en 1919.

## Synopsis
Warren Kent, un employé, développe l'idée de "séduction permanente" et parvient à convaincre sa nouvelle épouse Betty de sa théorie, qui implique de vivre séparément et ne se retrouver que le mercredi soir, comme ils le faisaient pendant qu'ils étaient fiancés. Le patron de Warren, cependant, le licencie quand il se trompe dans un compte et fait perdre à la compagnie une commande importante. En plus de cela, à travers toute une série de malentendus, Warren arrive à croire que sa femme est enceinte, tandis que sa belle-mère croit que Warren a une liaison avec Ethel, l'amie de Betty. À partir de ce moment, les choses ne vont aller que de mal en pis pour Warren.

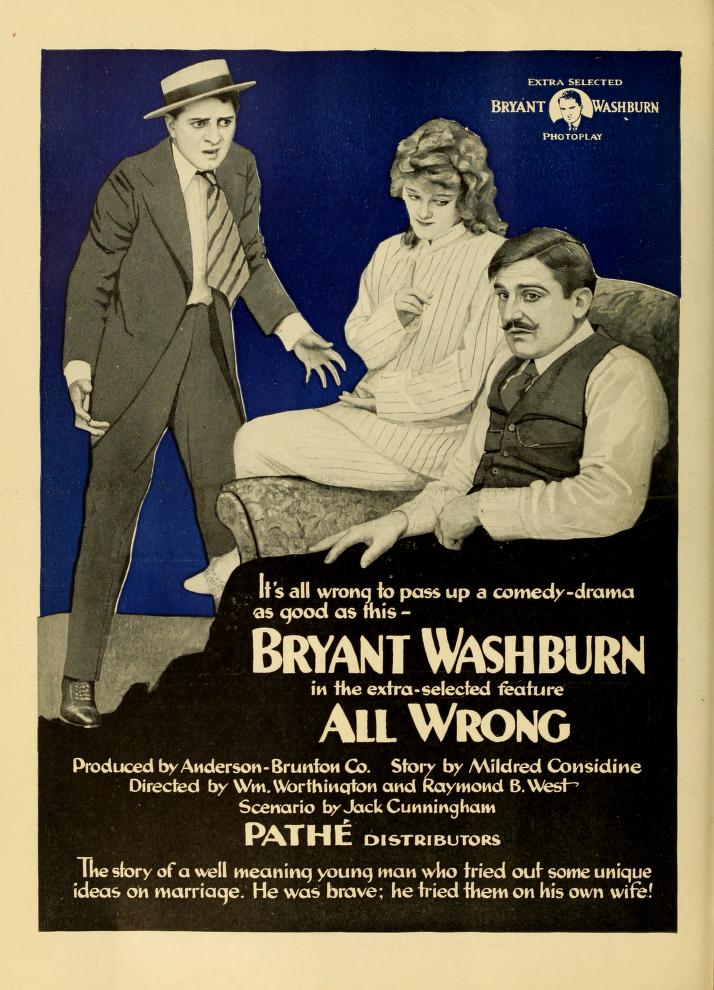
All Wrong, 1919

## Fiche technique
- Titre original : All Wrong
- Titre français : À tort et à travers
- Réalisation : Raymond B. West, William Worthington
- Scénario : Jack Cunningham d'après un récit de Mildred Considine
- Photographie : Clyde De Vinna
- Société de production : Anderson-Brunton Company
- Société de distribution :  
  - Pathé Exchange (1919)  États-Unis
  - Pathé Consortium Cinéma (1924)  France
- Pays d'origine : États-Unis
- Langue originale : anglais
- Format : noir et blanc — 35 mm — 1,33:1 — Film muet
- Genre : Comédie
- Durée : 5 bobines
- Dates de sortie : 
  - États-Unis : 1er juin 1919
  - France : 11 avril 1924

## Distribution
- Bryant Washburn : Warren Kent
- Mildred Davis : Betty Thompson
- Charles Bennett : Donald Thompson
- Helen Dunbar : Mrs. Donald Thompson
- Fred Montague : Randolph Graham
- Marguerite Livingston : Ethel Goodwin